# Parametra ajax
Parametra ajax is een haarster uit de familie Thalassometridae.
De wetenschappelijke naam van de soort werd in 1929 gepubliceerd door Austin Hobart Clark.